# Majlinda Kelmendi
Majlinda Kelmendi (Peć, 9 de maig de 1991) és una esportista kosovar que competeix en judo, guanyadora de dues medalles d'or en el Campionat Mundial de Judo, en els anys 2013 i 2014, i tres medalles en el Campionat Europeu de Judo entre els anys 2013 i 2016. El Comitè Olímpic Internacional no va permetre que els esportistes kosovars participessin en els Jocs Olímpics d'Estiu de 2012, però Kelmendi ho va poder fer amb Albània.
| Campionat Mundial | Campionat Mundial       | Campionat Mundial | Campionat Mundial |
| Any               | Lloc                    | Medalla           | Categoria         |
| ----------------- | ----------------------- | ----------------- | ----------------- |
| 2013              | Rio de Janeiro (Brasil) | 1                 | –52 kg            |
| 2014              | Txeliàbinsk (Rússia)    | 1                 | –52 kg            |
| Campionat Europeu |                         |                   |                   |
| Any               | Lloc                    | Medalla           | Categoria         |
| 2013              | Budapest (Hongria)      | 3                 | –52 kg            |
| 2014              | Montpeller (França)     | 1                 | –52 kg            |
| 2016              | Kazan (Rússia)          | 1                 | –52 kg            |